# Sympetrum nomurai
Sympetrum nomurai – gatunek ważki z rodziny ważkowatych (Libellulidae).